# Libnotes oligacantha
Libnotes oligacantha är en tvåvingeart som först beskrevs av Alexander 1956.  Libnotes oligacantha ingår i släktet Libnotes och familjen småharkrankar.
Artens utbredningsområde är Kenya. Inga underarter finns listade i Catalogue of Life.